# Floy Joy (single)
Floy Joy is een hitsingle van de Amerikaanse meidengroep The Supremes uit 1971. Het bereikte de top 20 in de Verenigde Staten en zelfs de top 10 in het Verenigd Koninkrijk. Hierdoor was het een veel groter succes dan zijn voorganger Touch.
Alhoewel Mary Wilson, een van de oprichtsters van de groep en de enige die er destijds nog deel uitmaakte van The Supremes, al op Touch lead zong, was Floy Joy de eerste single wat een hit werd met een leadpartij van haar. Naast Wilson zingt ook Jean Terrell lead op Floy Joy. Samen zingen ze ook, net als Cindy Birdsong, de achtergrondvocalen. Alhoewel op het gelijknamige album Lynda Laurence als vervangster van Birdsong afgebeeld staat, is het wel degelijk Birdsong die zingt in het nummer en niet Laurence.
Floy Joy werd geschreven door Smokey Robinson, die toen nog deel uitmaakte van The Miracles. Hij was ook degene die het nummer produceerde, overigens net als de rest van het album. Floy Joy was sinds The Composer uit 1969 het eerste nummer dat Robinson weer voor de groep schreef.
In 2007 werd Floy Joy gebruikt als achtergrondmuziek bij een reclame ter promotie van het televisieprogramma Voetbalvrouwen van de zender Tien.

## Bezetting
- Lead: Mary Wilson en Jean Terrell
- Achtergrondzangeressen: Cindy Birdsong, Jean Terrell en Mary Wilson
- Instrumentatie: The Funk Brothers met onder andere James Jamerson op bass en Johnny Griffith op piano
- Schrijver: Smokey Robinson
- Productie: Smokey Robinson